# Tovertafel
Tovertafel is een hulpmiddel in de zorg dat in 2015 op de markt werd gebracht door het Nederlandse bedrijf Tover. De Tovertafel is een kastje dat aan het plafond wordt gehangen boven een tafel. In het kastje zitten onder andere een beamer, infraroodsensoren, een luidspreker en een processor waarmee interactieve spellen op tafel worden geprojecteerd.
De Tovertafel is ontwikkeld voor gebruik in zorginstellingen, (dag)opvang en scholen voor mensen met een cognitieve beperking. Er zijn varianten voor diverse doelgroepen, zoals ouderen met dementie, volwassenen met een verstandelijke beperking en kinderen met een ontwikkelingsachterstand.

## Ontstaan
Het gedachtegoed achter de Tovertafel is in 2009 ontstaan vanuit het promotieonderzoek van Hester Le Riche. Le Riche startte haar onderzoek aan de faculteit Industrieel Ontwerpen (IO) van de Technische Universiteit Delft. Uiteindelijke leidde dit onderzoek, waarin zij onderzocht hoe ze mensen in de midden- tot late fase van dementie kon activeren en apathie kon doorbreken, tot een prototype van de Tovertafel. De Tovertafel verscheen als product op de markt in 2015. In datzelfde jaar richtte Le Riche ook het bedrijf achter de Tovertafel op, genaamd Tover.

## Tover
Het bedrijf achter de Tovertafel is gevestigd in Utrecht en richt zich op medische technologie.

## Doelgroepen
De Tovertafel is een zorginnovatie die mensen met een cognitieve uitdaging met elkaar en met hun omgeving verbindt en beweging stimuleert. De spellen zijn specifiek voor de diverse doelgroepen ontwikkeld en kunnen zowel zelfstandig als onder begeleiding worden gespeeld. De Tovertafel is er voor drie verschillende groepen:
Ouderen met dementieDit model van de Tovertafel heeft als doel om apathie binnen deze doelgroep te doorbreken.
Volwassenen met een verstandelijke beperkingMet deze versie van de Tovertafel kunnen volwassenen met een verstandelijke beperking op hun eigen niveau spelen.
Kinderen met een ontwikkelingsachterstandKinderen met een ontwikkelingsachterstand leren om samen te werken.

## Awards
- Winnaar Dutch Game Awards: Best Serious Game
- Winnaar Boer & Croon Management: Co-generation award
- Winnaar New Venture '15
- Winnaar PwC Social Impact Lab: Scale-up
- Winnaar EIT Digital Challenge 2018
- Finalist EY Entrepreneur Of The Year '18
- Winnaar Utrecht Start-up of the Year Award '20 (Scale-Up categorie)[3]

## Internationaal
In de volgende landen wordt er actief met de Tovertafel gespeeld: Nederland, België, Engeland, Ierland, Duitsland, Frankrijk, Zweden, Denemarken, Noorwegen, Australië en Nieuw-Zeeland, Canada en de Verenigde Staten.